# 그래픽 카드

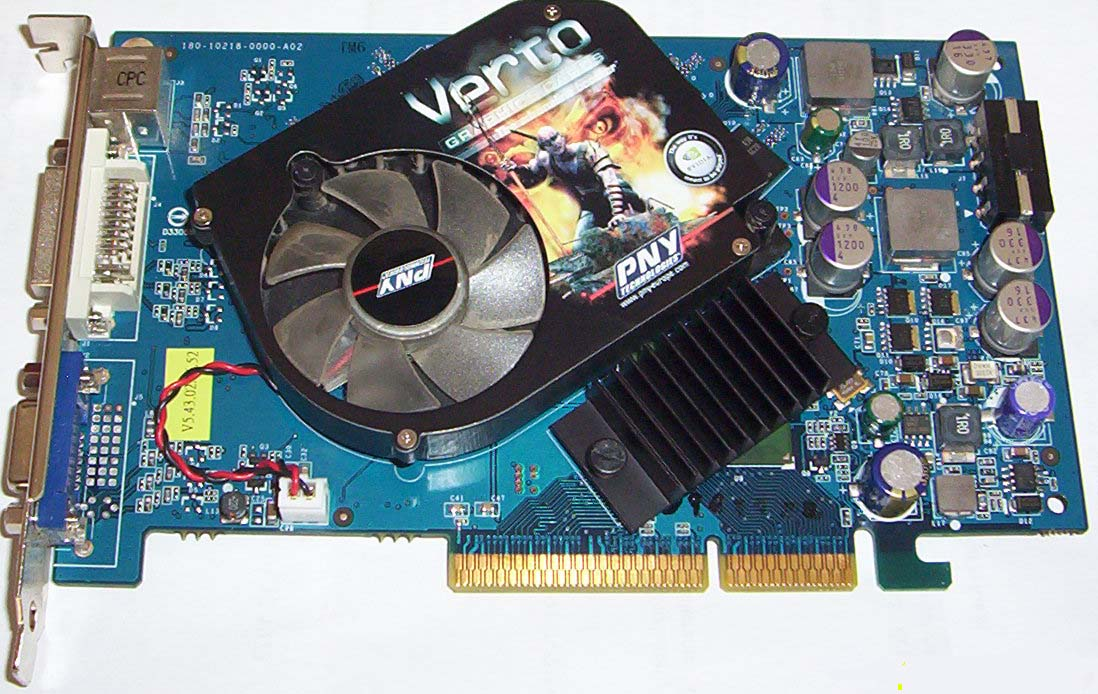
엔비디아 NV43 AGP (지포스 6600GT) 그래픽 카드

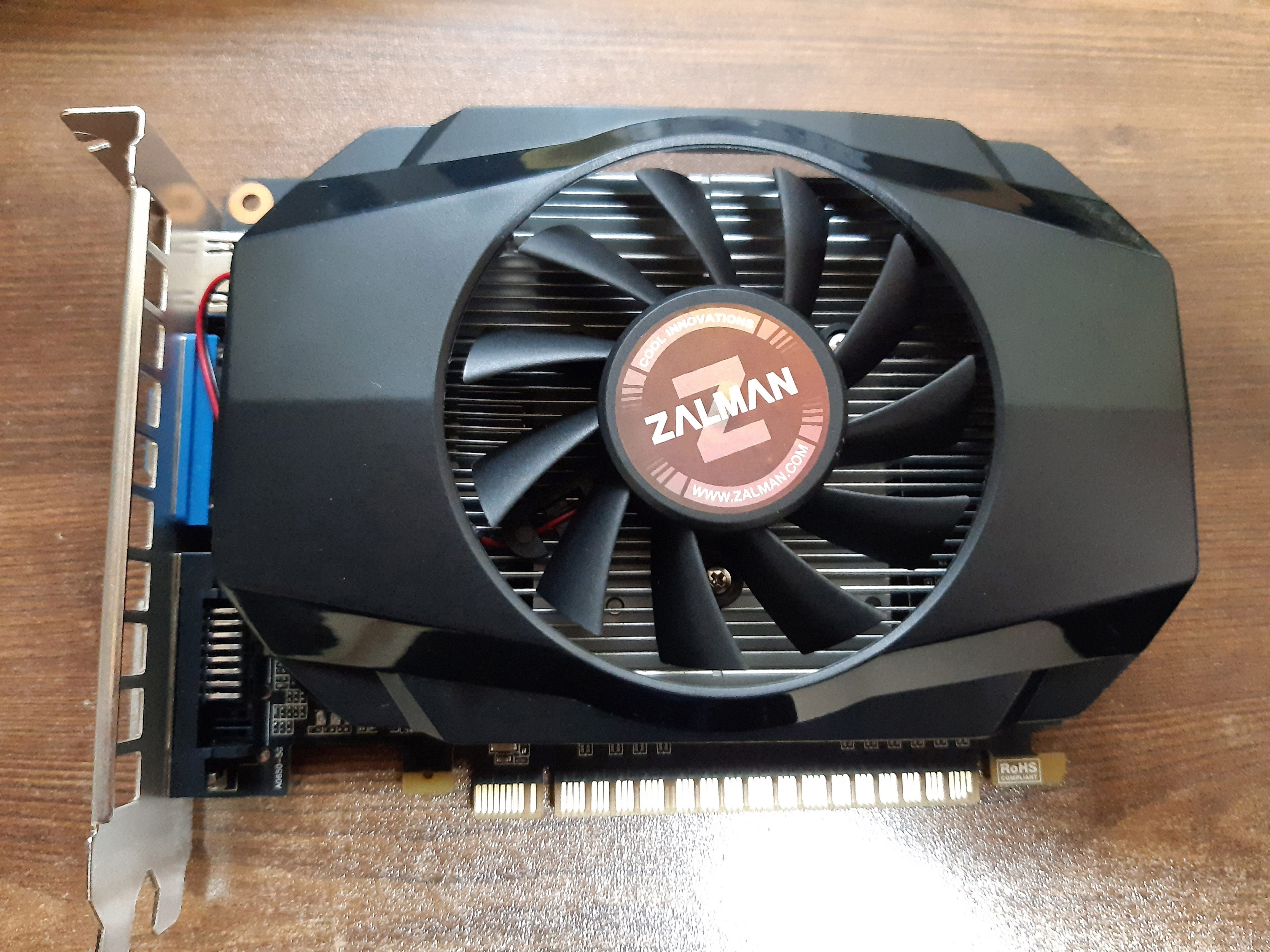
엔비디아 지포스 650ti 그래픽카드

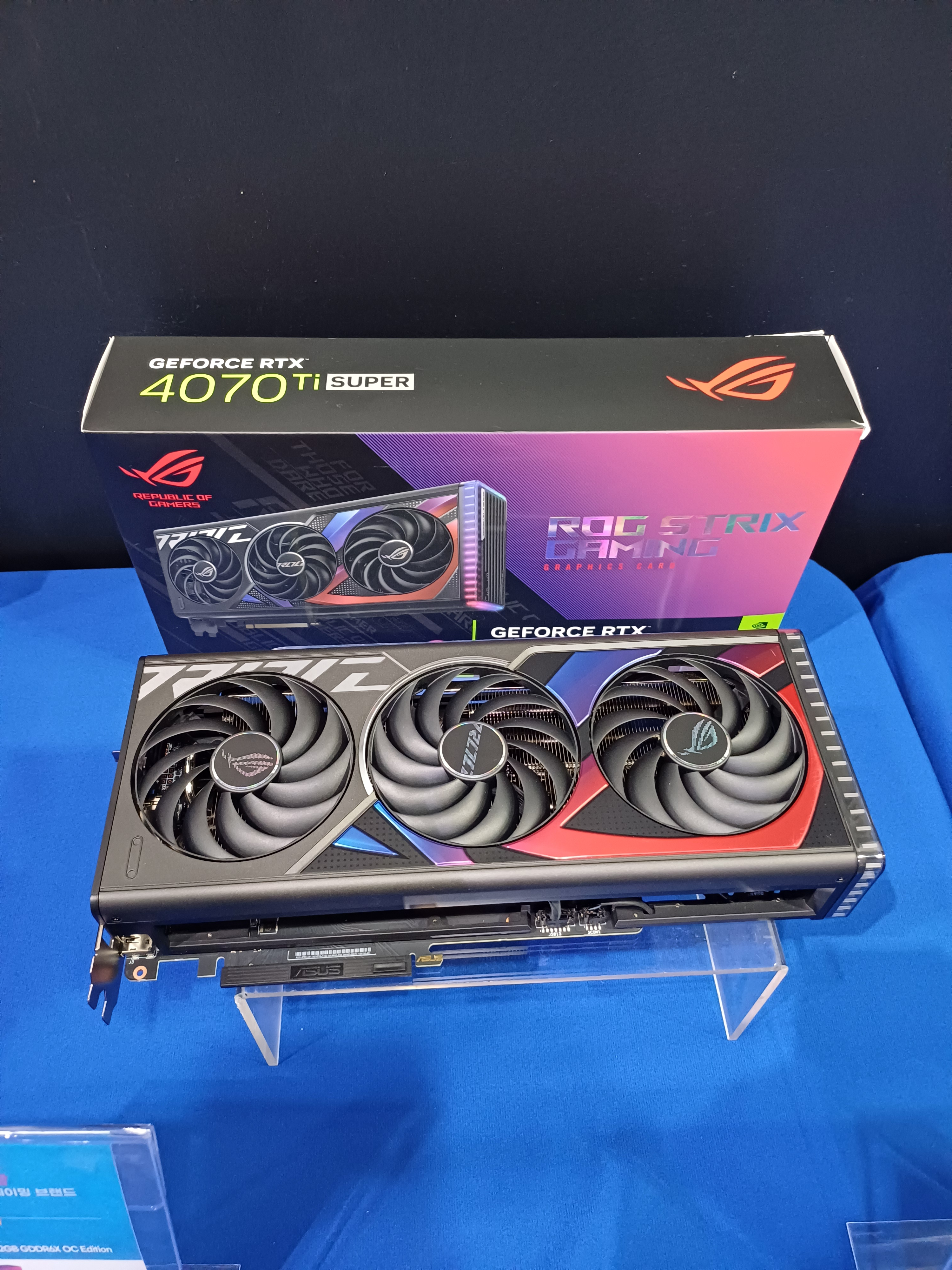
엔비디아 지포스 RTX 4070ti 그래픽카드

그래픽 카드(영어: graphics card, 문화어: 도형처리조종소자) 또는 비디오 카드(영어: video card)는 이미지를 모니터로 출력하는 하드웨어의 부품이자 확장 카드이다. 그래픽 어댑터(graphics adapter), 비디오 어댑터(video adapter), 디스플레이 카드(display card), 그래픽 보드(graphics board), 디스플레이 어댑터(display adapter)라고도 한다. 대부분의 그래픽 카드는 3차원 화면과 2차원 그래픽스를 위한 가속 렌더링, MPEG-2/MPEG-4 디코딩, TV 출력, 다중 모니터 연결 등 다양한 기능을 제공한다.
대부분의 그래픽 카드는 단순한 디스플레이 출력에 국한되지 않는다. 내장 그래픽 프로세서는 컴퓨터의 CPU로부터 이 작업을 제거하고 추가 처리를 수행할 수 있다. 이를 테면 엔비디아와 AMD(Ati)는 그래픽스 파이프라인 OpenGL, DirectX를 하드웨어 레벨에서 렌더링한다. 이후 2010년대 들어 그래픽 작업을 해결하기 위해 그래픽 프로세서의 연산 기능을 사용하는 경향이 있다.
일반적으로 그래픽 카드는 인쇄 회로 기판(확장 기판)의 형태로 제조되며 확장 슬롯(AGP, PCI 익스프레스)에 장착된다. 일부는 전용 외장 케이스가 있어서 도킹 스테이션이나 케이블을 통해 컴퓨터에 연결한다. 이를 eGPU(외장 GPU)라고 한다.
성능 향상을 위해 내장 그래픽보다 외장 그래픽 카드를 선호하는 경우가 많다.

## 개요
비디오 하드웨어는 메인보드나 CPU에 내장되기도 하지만, 현대의 모든 메인보드와 1990년대 일부 메인보드 중 일부는 그래픽 카드를 장착할 수 있는 확장 포트를 제공한다. 이러한 구성을 비디오 컨트롤러(video controller), 그래픽 컨트롤러(graphics controller)로 부르기도 한다. 현대의 중저사양의 메인보드는 노스브리지의 개발사가 제공하는 그래픽 칩셋(라데온 그래픽스가 장착된 AMD 칩셋, 인텔 그래픽스가 장착된 인텔 칩셋 등)을 포함하기도 한다. 이러한 그래픽 칩은 일반적으로 적은 양의 임베디드 메모리를 지니고 있으며 시스템의 메인 RAM의 일부를 가져다가 쓰기도 한다. 이는 일반적으로 내장 그래픽(integrated graphics), 온보드 그래픽(on-board graphics)으로 부르며, 3차원 응용 프로그램을 실행할 때 성능이 낮거나 만족스럽지 못한 것이 일반적이다. 한편 전용 그래픽 카드는 자신만의 비디오 램과 그래픽 처리 장치를 지니고 있으므로 비디오 영상을 처리할 때 CPU와 시스템 RAM으로부터의 부하를 줄일 수 있다.

## 역사
|          | 연도   | 텍스트 모드 | 그래픽 모드 | 색     | 메모리 |
| -------- | ------ | ----------- | ----------- | ------ | ------ |
| MDA      | 1981년 | 80*25       | -           | 1      | 4 KB   |
| CGA      | 1981년 | 80*25       | 640*200     | 16     | 16 KB  |
| HGC      | 1982년 | 80*25       | 720*348     | 1      | 64 KB  |
| EGA      | 1984년 | 80*25       | 640*350     | 16     | 256 KB |
| IBM 8514 | 1987년 | 80*25       | 1024*768    | 256    | -      |
| MCGA     | 1987년 | 80*25       | 320*200     | 256    | -      |
| VGA      | 1987년 | 720*400     | 640*480     | 256    | 256 KB |
| SVGA     | 1989년 | 80*25       | 800*600     | 256    | 2 MB   |
| XGA      | 1990년 | 80*25       | 1024*768    | 65,536 | 1 MB   |

그래픽 카드의 역사는 1960년대로 거슬러 올라간다. 이 때에는 프린터들이 시각 요소의 화면(모니터)으로 대체되고 있었다.
최초의 비디오 카드는 IBM PC에서 공개되었으며 1981년 IBM이 개발하였다. MDA (모노크롬 디스플레이 어댑터)는 화면 안에 25x80줄을 표현하는 텍스트 모드에서만 동작하였다. 단지 한 색에 4KB 비디오 메모리를 갖추었다.
1981년 MDA를 시작으로, 그래픽 카드들 몇 가지가 공개되었고 이를 나열한 표는 오른쪽과 같다. (표 이외의 컴퓨터 디스플레이 해상도에 대해서는 컴퓨터 디스플레이 표준 문서를 참고)
그래픽 카드의 혁명은 최초의 2D/3D 그래픽 카드를 출시했던 1995년에 있었다. 매트록스, S3, ATI, 크리에이티브 등의 회사가 이에 대한 개발에 참여하였다. 1997년에 3dfx가 부두(Voodoo) 시리즈를 출시해 뛰어난 3차원 그래픽과 시각효과들(앤티에일리어싱, Z 버퍼, 밉 매핑 등)을 제공하였다.
2010년을 기준으로, 그래픽 카드 시장을 선도하고 있는 기업은 엔비디아와 어드밴스트 마이크로 디바이시스(AMD)이며, 각각 지포스와 라데온으로 그래픽 모델을 형성하고 있다.

## 부품
그래픽 카드는 부품이 놓인 인쇄 회로 기판으로 이루어져 있다. 다음을 포함한다.

### 그래픽 처리 장치
GPU는 3차원 그래픽 렌더링에 필수적인 부동소수점 계산에 최적화된 전용 그래픽 마이크로프로세서이다. GPU의 기본 특성은 현대의 카드 기준으로 보통 250MHz에서 1200Mhz 속도를 내는 코어 클럭 속도와 3D 이미지를 픽셀로 변환하는 파이프라인의 수(버텍스 셰이더, 프레그먼트 셰이더)이다.
| 종류   | 메모리 클럭 속도 (MHz) | 대역폭 (GB/초) |
| ------ | ---------------------- | -------------- |
| DDR    | 200-400                | 1.6-3.2        |
| DDR2   | 400–1066.67            | 3.2-8.533      |
| DDR3   | 800-2133.33            | 6.4-17.066     |
| DDR4   | 1600-4866              | 12.8-25.6      |
| GDDR4  | 3000–4000              | 160–256        |
| GDDR5  | 1000–2000              | 288–336.5      |
| GDDR5X | 1000–1750              | 160–673        |
| GDDR6  | 1365-1770              | 336-672        |
| HBM    | 250–1000               | 512–1024       |

### 비디오 메모리
비디오 카드가 메인보드 통합형인 경우 컴퓨터 램 메모리의 일부를 직접 사용하는 것이 보통이다. 통합형이 아닌 경우, 그래픽 카드가 자체적으로 비디오 램(VRAM)을 장착하고 있다. 현대의 그래픽 카드 메모리 용량은 128MB부터 32GB까지 다양하다. 2003년 이전에는 DDR SDRAM 기술 기반이었지만, 그 뒤에는 더 뛰어난 DDR2, GDDR3, GDDR4, GDDR5 등의 기술을 사용한다. 현대의 카드들의 메모리 클럭 속도는 보통 400MHz에서 1.6Ghz 사이이다. 비디오 메모리에서 아주 중요한 요소는 3D 그래픽의 심도를 관리하는 Z 버퍼이다. 추가로, GDDR4 또는 GDDR5의 뜻은 메모리의 클럭을 GDDR(원하는수)만큼 배로 늘리는 것이다. 예시로, 1000MHZ의 메모리를 GDDR5하면 5000MHZ가 된다.

### 비디오 바이오스
비디오 바이오스 또는 펌웨어는 그래픽 카드의 운영을 관리하고 컴퓨터와 소프트웨어가 카드와 소통할 수 있게 도와 주는 명령어를 제공하는 기본 프로그램을 담고 있는 칩이다. 이 칩은 메모리 타이밍, 동작 속도, RAM과 프로세서의 전압 등에 대한 정보를 담고 있다. 그래픽 카드 오버클럭을 위해 바이오스를 수정하여 해당 바이오스 칩에 다시 플래시 적용을 할 수 있다. 그러나 이는 제조회사가 권장하는 방식이 아니며, 그래픽 카드에 잠재적인 위험이 노출될 수 있으니 주의해야 한다.

### 램댁
램댁(RAMDAC, Random Access Memory Digital-to-Analog Converter의 준말)은 컴퓨터 프로세서가 만들어낸 디지털 신호를 컴퓨터 디스플레이가 알아들을 수 있도록 아날로그 신호로 변환한다. 램댁의 데이터 전송 속도와 사용되는 비트의 수에 따라, 램댁은 컴퓨터 디스플레이의 다른 화면 재생 빈도를 지원한다. CRT 디스플레이의 경우, 깜박임을 최소화하기 위해서는 75Hz 이상이 최적이며, 60Hz 이하는 권장하지 않는다. (LCD 디스플레이의 경우 어떠한 재생 빈도에서도 깜박임은 문제가 되지 않는다.) 디지털 컴퓨터 디스플레이의 인기와 메인보드의 기능이 성장함에 따라, 램댁은 점차 사라지고 있다. 현재의 LCD 및 플라스마 디스플레이, TV는 디지털 방식으로 동작하며 램댁을 요구하지 않는다. 아날로그 입력을 지원하는 일부 오래된 LCD와 플라스마 디스플레이는 램댁을 요구한다.

### 출력부

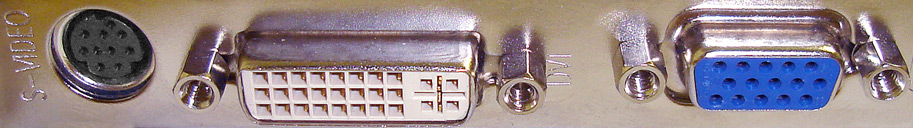
S 비디오용 VIVO, 고선명 텔레비전(HDTV)용 DVI, VGA용 DSUB-15의 모습

그래픽 카드와 컴퓨터 디스플레이 사이에 가장 널리 쓰이는 연결 체계는 다음과 같다:
- 비디오 그래픽스 어레이 (VGA) (DSUB-15): CRT 디스플레이를 위해 1980년대 말에 채택된 아날로그 기반 표준으로서 VGA 단자라고도 한다. 이 표준에는 일부 문제가 있는데 이를테면 전자파 노이즈, 영상 왜곡, 샘플링 오류 등이 있다.
- 디지털 비주얼 인터페이스 (DVI): LCD, 와이드 고선명 텔레비전 디스플레이, 플라스마 화면을 위한 디지털 기반 표준 단자이다. 하이엔드 CRT 모니터도 DVI를 사용한 적이 있으나 드물다. 대부분의 제조업체는 DVI-I 단자를 포함함으로써, (단순한 어댑터를 통해) RGB 신호 출력을 VGA 입력을 갖춘 오래된 CRT나 LCD 모니터에 보낼 수 있게 한다.
- 비디오 인 비디오 아웃 (VIVO): S 비디오, 컴포지트 비디오, 컴포넌트 비디오의 입출력을 위한 단자이다. 텔레비전, DVD 플레이어, 비디오 레코더, 비디오 게임 콘솔 연결을 포함한다. 두 개의 10핀 미니 DIN 단자 변종, VIVO 분배 케이블(4개의 단자 또는 6개의 단자)이 함께 동봉되는 경우가 있다.
- HDMI (고선명 멀티미디어 인터페이스): 2003년에 출시된 고급 디지털 오디오/비디오 인터커넥트로서 게임기와 DVD 플레이어를 디스플레이에 연결하는 데 일반적으로 쓰인다. HDCP를 통한 복사 보호를 지원한다.
- 디스플레이포트: 2007년에 출시된 오디오/비디오 인터커넥트로서, 라이선스나 로열티 비용이 없다. 간단히 DP라고도 부른다. 디스플레이포트는 디스플레이와 컴퓨터를 연결하기 위해 VGA와 DVI를 대체할 수 있다.
- 기타 종류의 연결 체계
  - 컴포지트 비디오: 저해상도의 아날로그 시스템으로서 RCA 단자를 이용한다.
  - 컴포넌트 비디오: 세 개의 케이블을 지니고 있으며 각각 RCA 단자가 있다. (디지털 컴포넌트로는 YCBCR, 아날로그 컴포넌트로는 YPBPR) 프로젝터, DVD 플레이어, 일부 텔레비전에 사용된다.
  - DB13W3: 한때 썬 마이크로시스템즈, SGI, IBM에 사용했던 아날로그 표준이다.
  - DMS-59: 하나의 단자에 두 개의 DVI나 VGA 출력부를 제공하는 단자이다. 이것은 DMS-59 포트이다.

VGA 단자
DVI-I 단자
9핀 미니 DIN 단자
HDMI 단자
디스플레이포트 단자
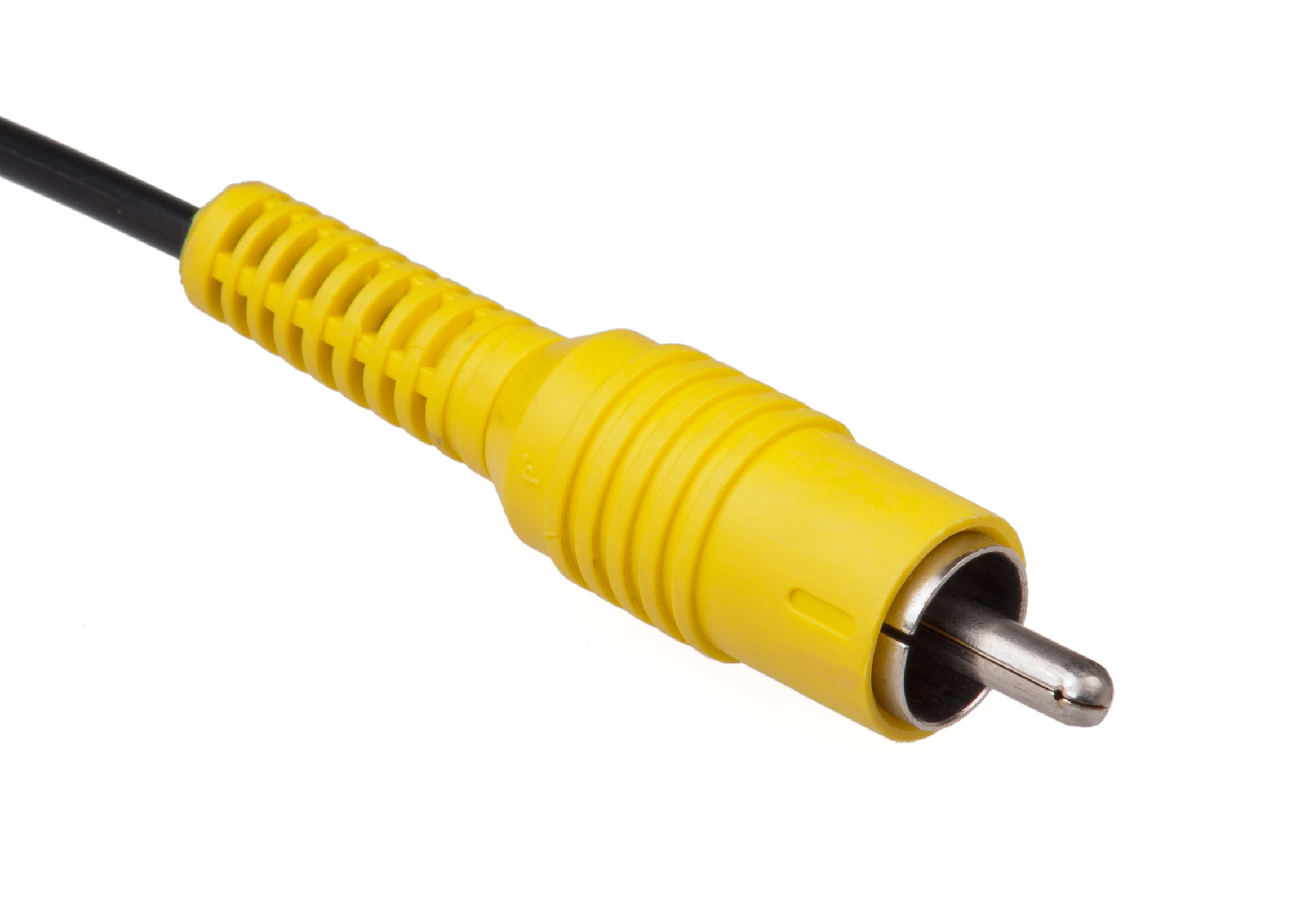
컴포지트 비디오
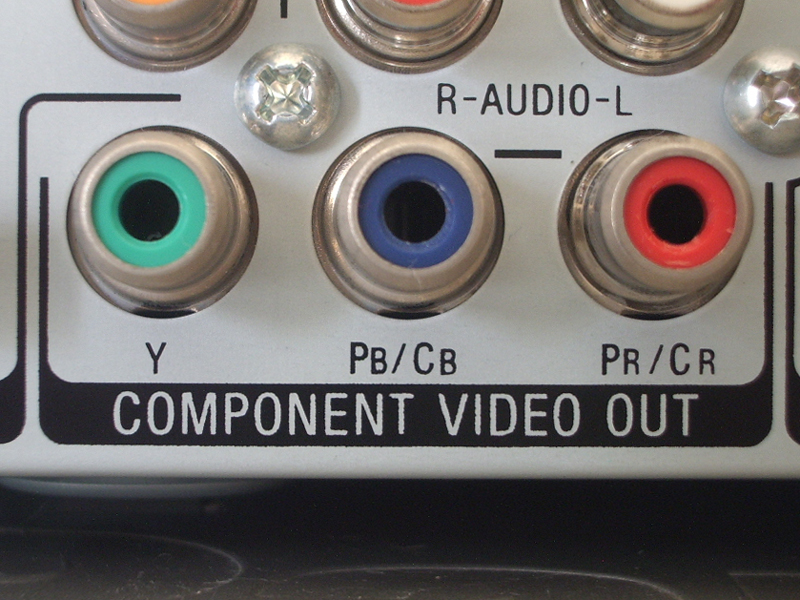
컴포넌트 비디오
DB13W3
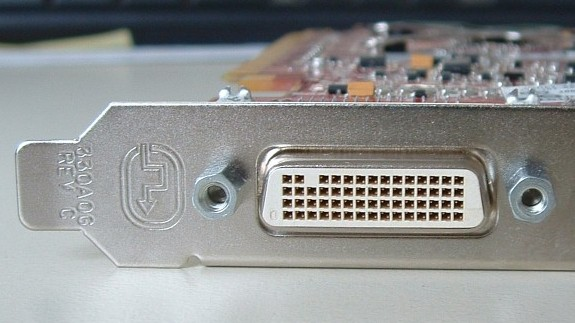
DMS-59

### 메인보드 인터페이스
시간의 흐름에 따라 연결 방식은 주로 다음과 같이 변화하였다.
- S-100 버스: 알테어 8800의 일부로서 1974년에 도입되었으며 이는 마이크로컴퓨터 산업의 최초의 산업 표준 버스이다.
- ISA: 1981년 IBM이 도입한 것으로, 1980년대 시장에 널리 쓰이게 되었다. 8 또는 16비트 버스에 8 MHz 클럭 속도를 제공한다.
- NuBus: 매킨토시 II에 사용된 32비트 버스로, 10~20 MB/초의 평균 대역너비를 제공한다.
- MCA: 1997년 IBM이 도입한 32비트 버스로, 10 MHz의 클럭 속도를 제공한다.
- EISA: 1988년 IBM의 MCA와 경쟁하기 위해 공개된 것으로, 초기 ISA 버스와 호환된다. 32비트 버스로서 8.33 MHz의 클럭 속도를 제공한다.
- VLB: ISA의 확장으로서 32비트 버스이며 33 MHz의 클럭 속도를 제공한다.
- PCI: 1993년 이후부터 EISA, ISA, MCA, VESA 버스를 대체한다. PCI는 장치 간 동적 연결을 지원하며 점퍼에 필요한 수동 수정을 제외한다. 32비트 버스에 33 MHz의 클럭 속도를 제공한다.
- UPA: 1995년 썬 마이크로시스템즈가 도입한 인터커넥트 버스 아키텍처이다. 64비트 버스로서 67 또는 83 MHz의 클럭 속도를 제공한다.
- USB: 외장 저장 장치나 장난감과 같은 주변 기기에 주로 쓰이지만, USB 디스플레이와 디스플레이 어댑터가 존재한다.
- AGP: 1997년 처음 사용된 그래픽 전용 버스이다. 32비트 버스로서 66 MHz의 클럭 속도를 제공한다.
- PCI-X: PCI 버스의 확장으로, 1998년 도입되었다. 버스 너비를 64비트로, 클럭 속도를 최대 133 MHz로 확장함으로써 기존의 PCI를 개선한다.
- PCI 익스프레스: 간단히 PCIe라고도 하며, 2004년 출시된 점대점 인터페이스이다. 2006년 기준으로 AGP의 데이터 전송 속도의 두 배를 제공하였다. 기존 PCI 규격의 강화 버전인 PCI-X와는 구분한다.
  - PCIE 익스프레스 X1~16: PCIe x1~16까지 정도이고, 1~16까지의 숫자는 슬롯 길이와 배속을 말하는 것이다. 예로 x1의 속도가 10이라 하면, x16의 속도는 160이 된다. 또한 슬롯이 길다고 해서 x16 슬롯에 x1~15 카드를 장착하지 못하는 것은 아니다. 하지만 카드의 최대 지원 속도로 동작한다.

아래는 인터페이스들 가운데 일부에 대한 기능을 비교한 표이다.
| 버스         | 버스폭 (비트) | 클럭 속도 (MHz) | 대역폭 (MB/초) | 스타일 |
| ------------ | ------------- | --------------- | -------------- | ------ |
| ISA XT       | 8             | 4.77            | 8              | 병렬   |
| ISA AT       | 16            | 8.33            | 16             | 병렬   |
| MCA          | 32            | 10              | 20             | 병렬   |
| NUBUS        | 32            | 10              | 10–40          | 병렬   |
| EISA         | 32            | 8.33            | 32             | 병렬   |
| VESA         | 32            | 40              | 160            | 병렬   |
| PCI          | 32–64         | 33–100          | 132–800        | 병렬   |
| AGP 1x       | 32            | 66              | 264            | 병렬   |
| AGP 2x       | 32            | 66              | 528            | 병렬   |
| AGP 4x       | 32            | 66              | 1000           | 병렬   |
| AGP 8x       | 32            | 66              | 2000           | 병렬   |
| PCIe x1      | 1             | 2500 / 5000     | 250 / 500      | 직렬   |
| PCIe x4      | 1 × 4         | 2500 / 5000     | 1000 / 2000    | 직렬   |
| PCIe x8      | 1 × 8         | 2500 / 5000     | 2000 / 4000    | 직렬   |
| PCIe x16     | 1 × 16        | 2500 / 5000     | 4000 / 8000    | 직렬   |
| PCIe ×1 2.0  | 1             |                 | 500 / 1000     | 직렬   |
| PCIe ×4 2.0  | 1 × 4         |                 | 2000 / 4000    | 직렬   |
| PCIe ×8 2.0  | 1 × 8         |                 | 4000 / 8000    | 직렬   |
| PCIe ×16 2.0 | 1 × 16        | 5000 / 10000    | 8000 / 16000   | 직렬   |
| PCIe ×1 3.0  | 1             |                 | 1000 / 2000    | 직렬   |
| PCIe ×4 3.0  | 1 × 4         |                 | 4000 / 8000    | 직렬   |
| PCIe ×8 3.0  | 1 × 8         |                 | 8000 / 16000   | 직렬   |
| PCIe ×16 3.0 | 1 × 16        |                 | 16000 / 32000  | 직렬   |
| PCIe ×1 4.0  | 1             |                 | 2000 / 4000    | 직렬   |
| PCIe ×4 4.0  | 1 × 4         |                 | 8000 / 16000   | 직렬   |
| PCIe ×8 4.0  | 1 × 8         |                 | 16000 / 32000  | 직렬   |
| PCIe ×16 4.0 | 1 × 16        |                 | 32000 / 64000  | 직렬   |
| PCIe ×1 5.0  | 1             |                 | 4000 / 8000    | 직렬   |
| PCIe ×4 5.0  | 1 × 4         |                 | 16000 / 32000  | 직렬   |
| PCIe ×8 5.0  | 1 × 8         |                 | 32000 / 64000  | 직렬   |
| PCIe ×16 5.0 | 1 × 16        |                 | 64000 / 128000 | 직렬   |

### 냉각 장치

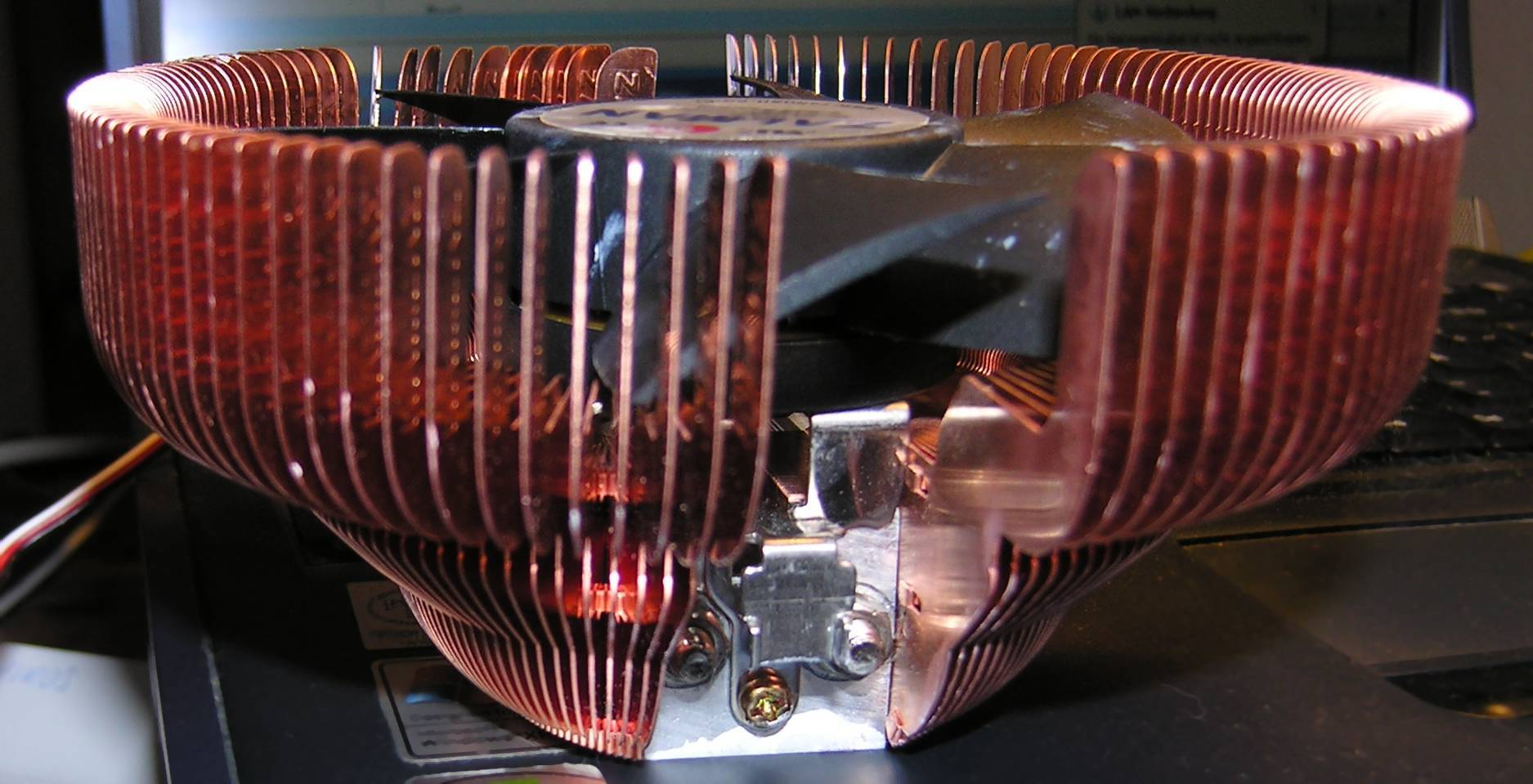
팬이 부착된 히트싱크

그래픽 카드가 높은 온도에 다다르면 동작이 멈추고 다운에 이르를 수 있다. 냉각 장치는 과도한 열을 막기 위해 통합이 되어 있다.
- 히트 싱크
- 컴퓨터 냉각기
- 수냉
- 팬리스

### 전력 수요
그래픽 카드의 처리 능력이 늘어남에 따라 전력의 수요도 늘어난다. 현재의 고성능 그래픽 카드는 많은 양의 전력을 소비하는 경향이 있다. CPU와 전원 공급 장치 제조사가 최근에 더 높은 효율성을 지향하고 있으나 GPU의 전력 수요는 늘어나고 있으므로 그래픽 카드는 컴퓨터에서 가장 많이 전기를 쓰는 부분이 되기도 한다. 전원 공급 장치가 전력을 높인다 하여도 병목 현상이 "75와트 공급으로 한정된" PCI 익스프레스 연결 때문에 있을 수 있다. 오늘날 150와트 이상의 전력을 소비하는 그래픽 카드는 전원 공급 장치에 바로 연결할 수 있는 6핀 또는 8핀 파워 소켓을 포함하고 있다. 이로써 카드와 전력 사이의 직접 연결을 허용한다.

## 악용
그래픽 카드는 비트코인 채굴에 굉장히 많이 사용되기 때문에 비트코인을 채굴하려는 전문업자들이 대량 구매하였다. 이 때문에 그래픽 카드 시장에 큰 혼란과 함께 제품 가격이 전반적으로 폭등하는 부작용을 초래했다.
한번 비트코인 채굴에 사용된 그래픽 카드는 중고 불량품이 되는데 이를 재포장한 후 신제품으로 속여서 판매하는 사기 행각이 일어나기도 했다.

## 제조회사
현재 GPU를 제조하는 회사
- AMD (2006년에 ATI를 인수)
- 엔비디아
- 매트록스(현재는 자체제작대신 AMD기반으로만 제작)

현재 IGP만 제조하는 회사
- 인텔
- 비아 테크놀로지스

과거의 회사
- 3dfx
- 3DLabs
- 크리에이티브 테크놀로지
- 캐노퍼스

## 3차원 그래픽스 API
그래픽스 드라이버는 보통 동일 벤더의 하나 이상의 카드를 지원하며 특정 운영 체제에 특화되어 작성된다. 게다가 3차원 렌더링을 수행하기 위해 운영 체제나 추가 소프트웨어 패키지는 응용 프로그램용 특정 프로그래밍 API를 제공한다.
| OS             | 벌칸            | DirectX        | GNMX   | 메탈   | OpenGL   | OpenGL ES |
| -------------- | --------------- | -------------- | ------ | ------ | -------- | --------- |
| 윈도우 10      | 엔비디아/AMD    | 마이크로소프트 | 아니요 | 아니요 | 예       | 예        |
| macOS          | 유료 (MoltenVK) | 아니요         | 아니요 | 애플   | 애플     | 아니요    |
| GNU/Linux      | 예              | 아니요         | 아니요 | 아니요 | 예       | 예        |
| 안드로이드     | 예              | 아니요         | 아니요 | 아니요 | 엔비디아 | 예        |
| iOS            | 유료 (MoltenVK) | 아니요         | 아니요 | 애플   | 아니요   | 애플      |
| 타이젠         | 개발 중         | 아니요         | 아니요 | 아니요 | 아니요   | 예        |
| Sailfish       | 개발 중         | 아니요         | 아니요 | 아니요 | 아니요   | 예        |
| 엑스박스 원    | 아니요          | 예             | 아니요 | 아니요 | 아니요   | 아니요    |
| Orbis OS (PS4) | 아니요          | 아니요         | 예     | 아니요 | 아니요   | 아니요    |
| 닌텐도 스위치  | 예              | 아니요         | 아니요 | 아니요 | 예       | 예        |

## 그래픽 기술
- 앤티 에일리어싱
- 셰이더
- 하이 다이내믹 레인지 렌더링
- 텍스처 매핑
- 모션 블러
- 피사체 심도
- 렌즈 플레어 (렌즈 광반)
- 프레넬 효과
- 앤티스트로픽 필터링
- PhysX
- V-SYNC

## 같이 보기
- 그래픽 카드 목록
- 그래픽 처리 장치
- GPGPU: CPU가 맡았던 응용 프로그램들의 계산에 GPU를 사용하는 기술
- 컴퓨터 디스플레이 표준
- HDMI: 비압축 방식의 디지털 비디오/오디오 인터페이스 규격의 하나

## 참고 문헌
- Mueller, Scott (2005) Upgrading and Repairing PCs. 16th edition. Que Publishing. ISBN 0-7897-3173-8